# HardSID

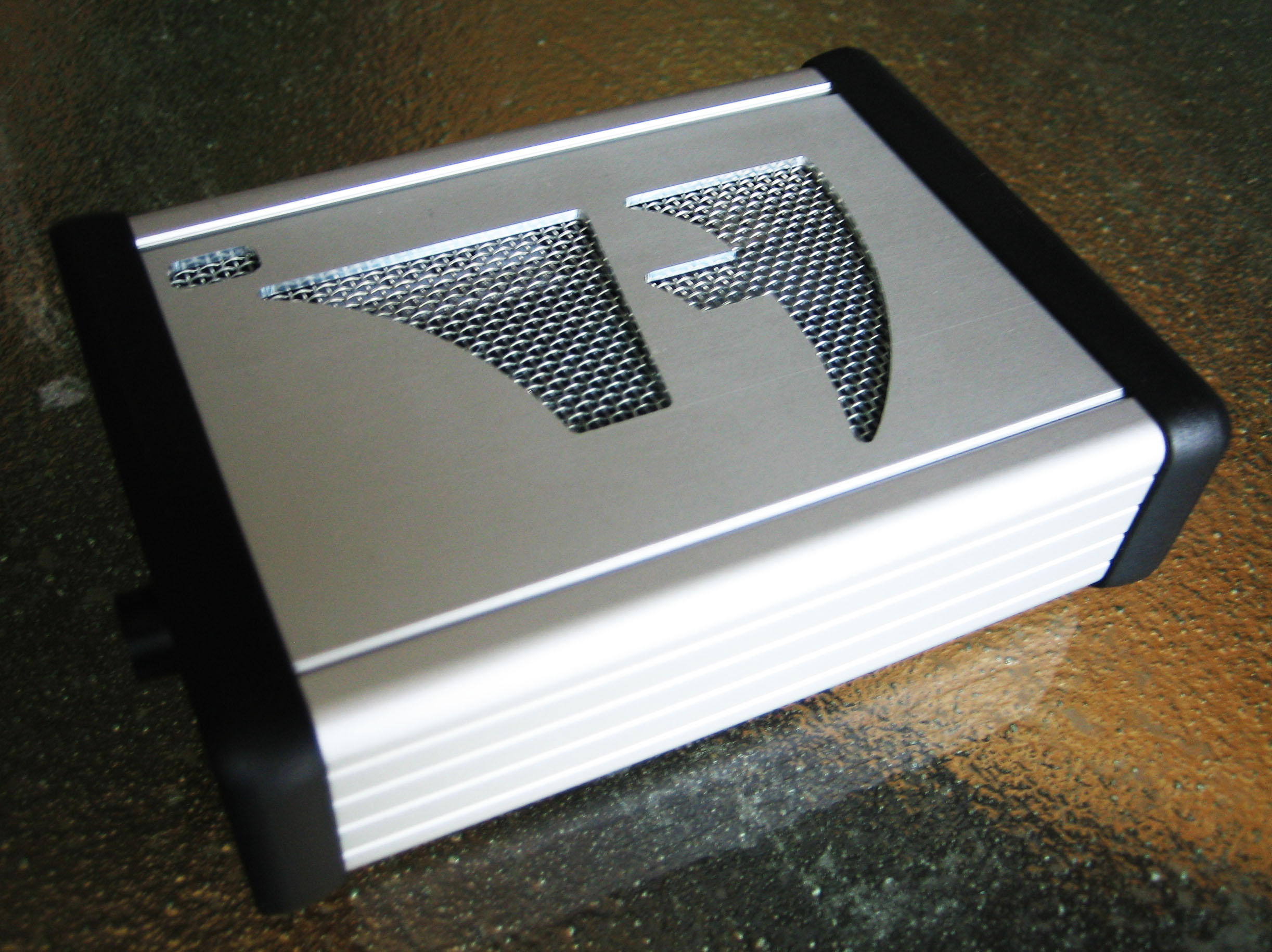
HardSID UPlay

HardSID - rodzina kart dźwiękowych, produkowanych przez węgierskie przedsiębiorstwo Hard Software.
Karty HardSID konstruowane są w oparciu o układ MOS 6581 pochodzący z komputera Commodore 64.
Ich przeznaczeniem jest obsługa dźwięku w emulatorach oraz odtwarzaczach chiptune. Zastosowanie oryginalnego układu dźwiękowego pozwala uzyskać pełną kompatybilność oraz wierność dźwięku, w przeciwieństwie do rozwiązań programowych. HardSID wspierany jest przez różnego rodzaju oprogramowanie. Przeznaczony jest również do pracy studyjnej.

## Historia
Autorem pierwotnej koncepcji jest Teli Sándor. Pierwsze urządzenie powstało w 1996, jako karta ISA z jednym slotem na układ SID. Obecnie produkowana jest tylko wersja przeznaczona dla magistrali PCI, wraz z czterema slotami na układy SID oraz miejscem na wentylator.